# بيل فينيغان
بيل فينيغان (بالإنجليزية: Bill Finnegan)‏ هو صحفي ومنتج أفلام أمريكي، ولد في 29 يونيو 1928 في كانساس سيتي في الولايات المتحدة، وتوفي في 28 نوفمبر 2008 في ساغ هاربور في الولايات المتحدة بسبب مرض باركنسون.

## وصلات خارجية
- بيل فينيغان على موقع IMDb (الإنجليزية)
- بيل فينيغان على موقع ألو سيني (الفرنسية)
- بيل فينيغان على موقع أول موفي (الإنجليزية)
- بيل فينيغان على موقع قاعدة بيانات الأفلام السويدية (السويدية)
- بيل فينيغان على موقع قاعدة بيانات الفيلم (الإنجليزية)
- بيل فينيغان على موقع كينوبويسك (الروسية)